# ایشتوان کوواچ (بوکسور)
ایشتوان کوواچ (انگلیسی: István Kovács؛ زادهٔ ۱۷ اوت ۱۹۷۰) بوکسور اهل مجارستان بود.